# Peptidasa
Las peptidasas o proteasas son enzimas que rompen los enlaces peptídicos de las proteínas. Para ello, utilizan una molécula de agua (mediante hidrólisis), por lo que se clasifican como hidrolasas.

## Características
Las proteasas se encuentran presentes en todos los seres vivos en los cuales participan tanto en la hidrólisis de proteínas no deseadas así como en la regulación de diferentes procesos fisiológicos. 
Estas enzimas se clasifican en:

### Específicas de sustrato
Las proteasas son capaces de romper enlaces peptídicos específicos,  de su proteína blanco. Esta proteólisis limitada produce péptidos y es incapaz de reducir estos a sus aminoácidos constitutivos.

### Inespecíficas de sustrato
Sí pueden reducir un péptido completo a aminoácidos (proteólisis ilimitada).

### Inhibición
La función de las peptidasas es inhibida por inhibidores de la proteasa. Los inhibidores de proteasas naturales no se deben confundir con los inhibidores de proteasas usados en la terapia antirretroviral. Algunos virus, incluyendo al VIH, dependen de las proteasas en sus ciclos reproductivos, por eso los inhibidores de proteasas se desarrollan como métodos antivirales. 
Como las peptidasas son en sí mismas péptidos, es natural preguntarse si las peptidasas se pueden degradar. Es un hecho conocido que muchas peptidasas se desdoblan a sí mismas. Esto puede ser un método importante de regulación de la actividad de las peptidasas.

## Clasificación de las peptidasas
Las peptidasas -según la base de datos MEROPS- se clasifican de acuerdo a las similitudes de su estructura tridimensional. Estas incluyen los Clan que contienen todas las peptidasas que se han originado de un mismo ancestro común de peptidasas. Si la estructura tridimensional no está disponible, la clasificación se hace basándose en el orden de los residuos catalíticos de la cadena peptídica y las secuencias que los flanquean. 
- Serina peptidasas
- Treonina peptidasas
- Cisteina peptidasas
- Aspartil peptidasas
- Metalopeptidasas
- Glutamil peptidasas
- Mixtas con un tipo catalítico (Serin, Cistein, Treonin)

Un Clan se encuentra formado por diferentes Familias de proteasas las cuales agrupan peptidasas homólogas en su secuencia de aminoácidos. 
La Treonin y Glutamil peptidasas no fueron descritas hasta 1995 y 2004, respectivamente. 
El mecanismo de acción de las proteasas consiste en la hidrólisis de un enlace peptídico utilizando como molécula nucleófila a los aminoácidos Serina, Cisteina y Treonina (en las serin, cistein y treonin proteasas) o a una molécula de agua (en las aspartil, metalo- y glutamil peptidasas) la cual ataca al grupo carbonilo del enlace peptídico de la proteína blanco (Figura 1). 

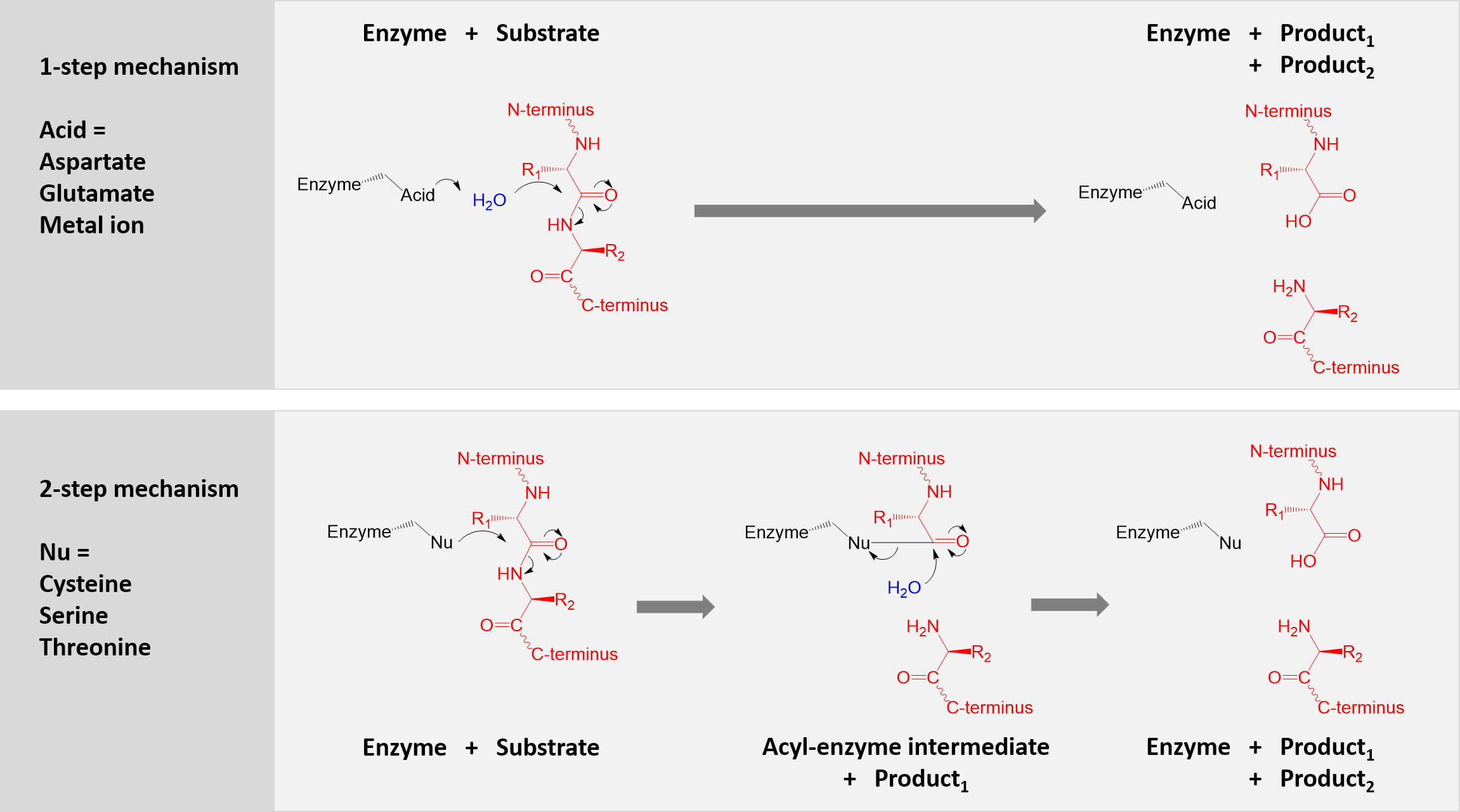
Figura 1. Mecanismo de acción de las diferentes clases de proteasas

## Función
Las peptidasas están presentes en todos los organismos y constituyen del 1-5% del contenido del genoma. Estas enzimas están implicadas en la gran cantidad de reacciones fisiológicas desde la simple digestión de las proteínas de los alimentos hasta cascadas altamente reguladas (ejm.: cascada de coagulación sanguínea, el sistema del complemento, vías de la apoptosis y la cascada que activa la Profenoloxidasa del invertebrado).
Pueden romper todas las proteínas a menos que sean parte de una célula viva.

## Usos
En la industria panadera se emplean como mejoradores para pan.